# YBX2
YBX2‏ (Y-box binding protein 2) هوَ بروتين يُشَفر بواسطة جين YBX2 في الإنسان.